# Bretesuchus bonapartei
Bretesuchus bonapartei è un rettile estinto affine ai coccodrilli, vissuto nel Paleocene superiore (circa 58 - 55 milioni di anni fa). I suoi resti fossili sono stati ritrovati in Argentina.

## Descrizione
Questo animale non doveva essere molto simile ai coccodrilli attuali: in particolare, il cranio era insolitamente alto e corto, compresso lateralmente e dotato di denti anch'essi appiattiti lateralmente e acuminati. La premascella era fortemente incurvata verso il basso, a formare una sorta di rostro. È probabile che il corpo fosse sorretto da zampe robuste e adatte alla locomozione terrestre, come quello di altri coccodrilli sudamericani del Cenozoico (ad esempio Sebecus).

## Classificazione
I fossili di Bretesuchus furono ritrovati nella località El Brete, nella formazione Maìz Gordo del nordest dell'Argentina. Questo animale venne inizialmente assegnato a una famiglia a sé stante (Bretesuchidae), considerata il sister group del più noto Sebecus (un altro coccodrillo sudamericano). Nel 2007 venne ridescritta una specie di Sebecus (S. querejazus) del Paleocene inferiore della Bolivia come appartenente a un genere a sé stante, Zulmasuchus, riclassificata come un bretesuchide. Analisi filogenetiche più recenti indicano che i bretesuchidi furono a tutti gli effetti un gruppo di coccodrilli sebecidi; Zulmasuchus e Bretesuchus, in ogni caso, sono considerati stretti parenti del più recente Sebecus.